# Чай

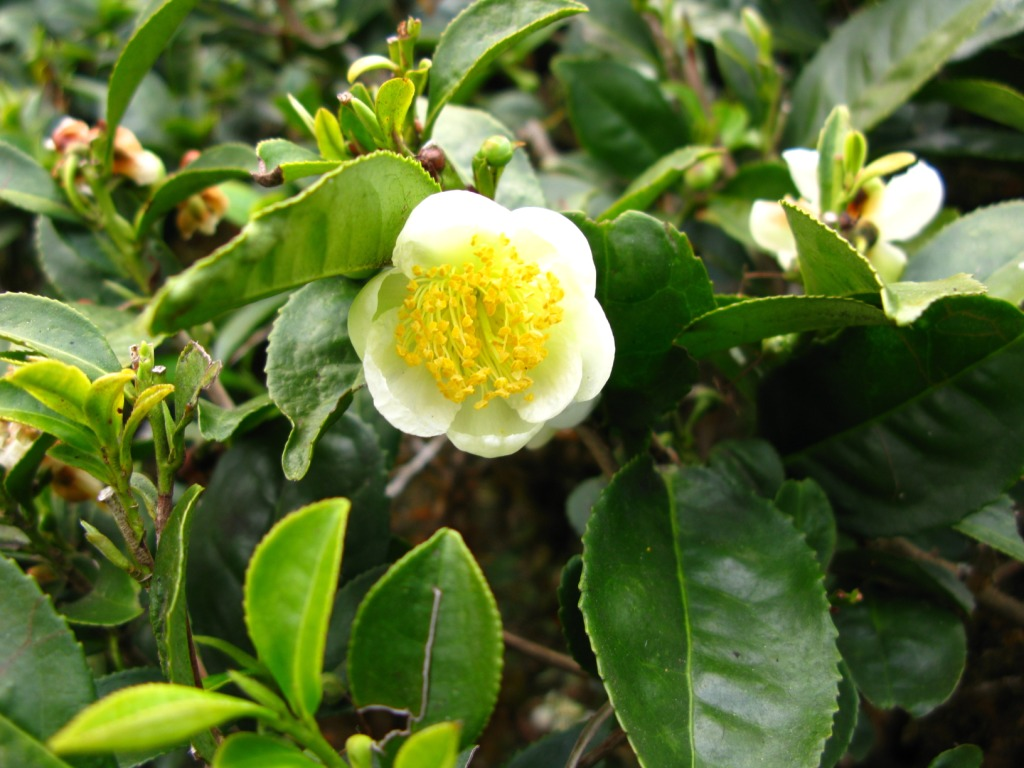
Квітка на чайному кущі у Дарджилінгу.

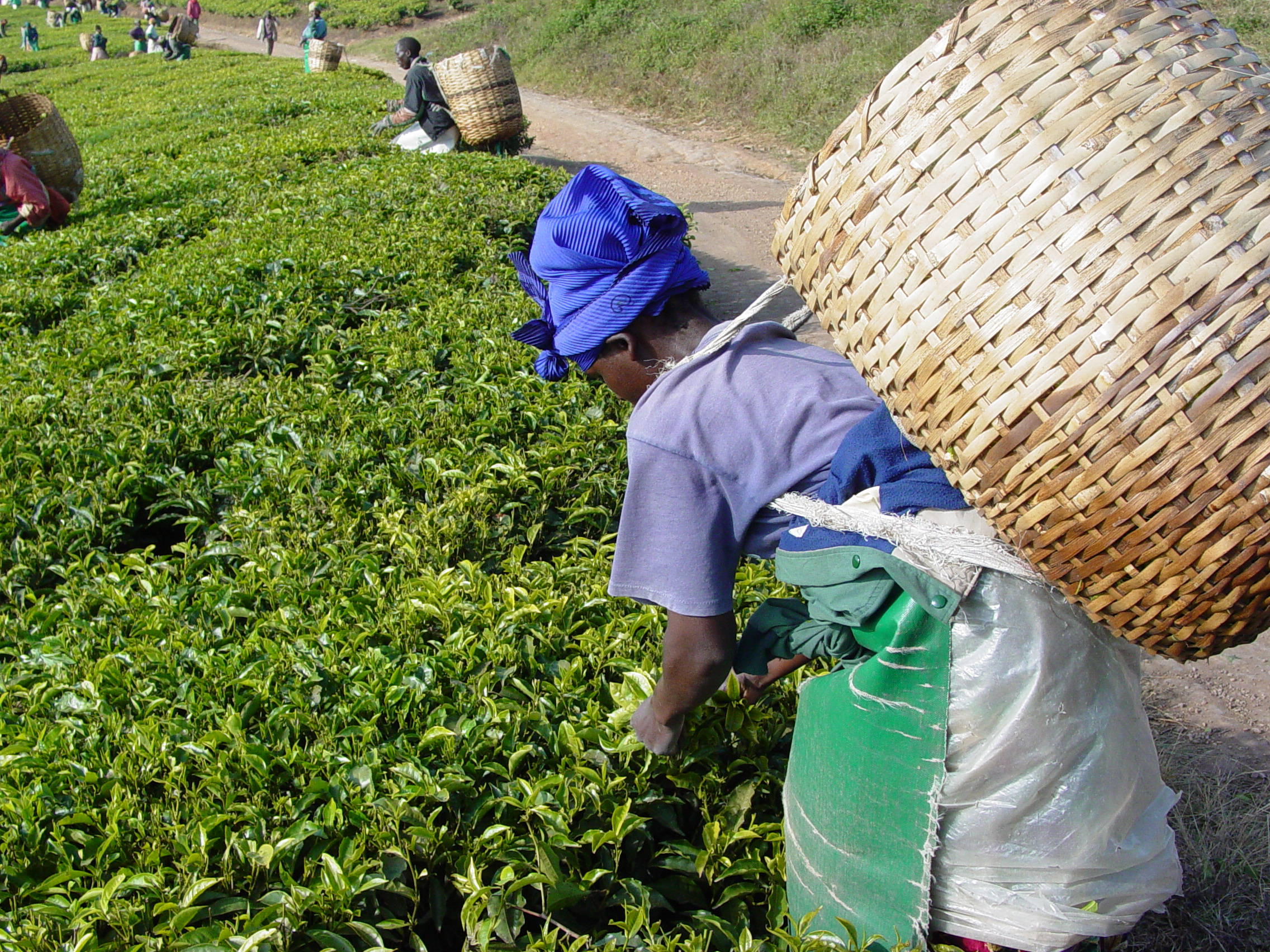
Збирання чайного листа у чайному саді у Танзанії.

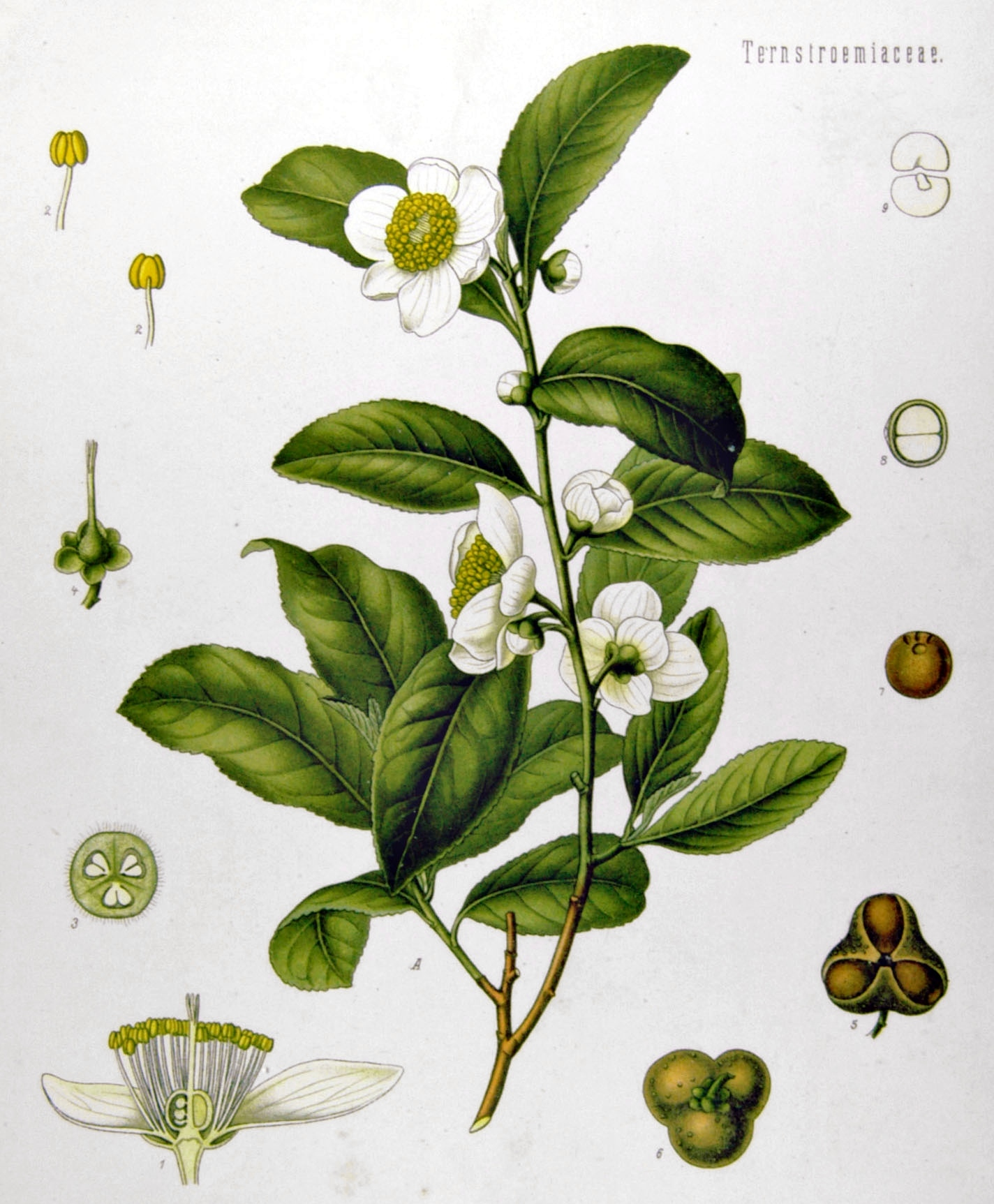
Чайна рослина (Camellia sinensis). Ілюстрація з атласу «Лікарські рослини Кьолера».

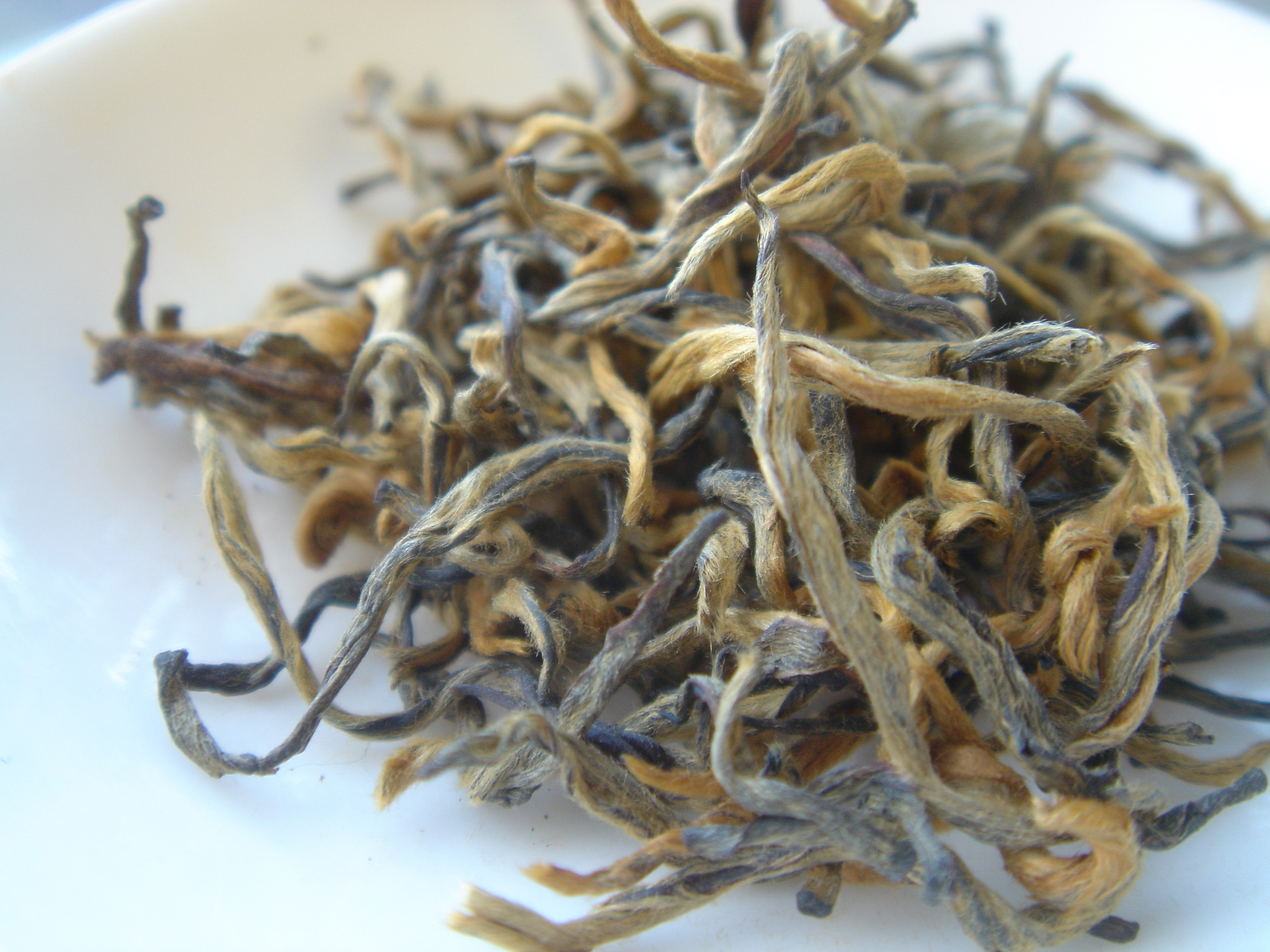
Китайський чорний чай з Юньнаню — золотий Діан Хонг.

Чай (кит.: 茶; піньїнь: chá, МФА: [ʈ͡ʂʰa], яп. 茶, ちゃ, МФА: [t͡ɕa]), також герба́та (лат. herba thea) — напій, що отримується заварюванням, варінням або настоюванням підготовленого листа чайного куща. Чаєм також називається сухе листя чайного куща, призначене для заварювання цього напою. У розширеному сенсі — будь-який листяний або трав'яний настій.
Найрозповсюдженішими та найвідомішими є чорний та зелений чаї.

## Назва
Українська назва напою та рослини, з листя якої його отримують, походить від китайської, що звучить як «ча» в кантонській та мандаринській мові — найрозповсюдженішій у Китаї. В провінції Фуцзянь, де розмовляли південномінською мовою, той самий ієрогліф озвучували як «ті». Оскільки саме звідти листя вивозили голландці, то в їхній мові, а також в мовах, які запозичили голландську назву, чай незивають «те» або «ті».
Поширене пояснення, що різниця в назві залежить від того, яким шляхом доставлялося листя — суходолом чи морем, є очевидним спрощенням, бо португальською напій називають саме «чай». Так само легендарною є версія про те, що англійська назва напою походить від позначки T або T.E.A. (Transporte de Ervas Aromaticas), якою португальці нібито позначали чай, що прямував до Англії транзитом через їхні порти.

## Історія
Люди в різних частинах планети використовували відвари з рослин, що містили збуджувальні речовини: кавове дерево, какао, парагвайський падуб, паулінія купана, кока та ін.
До появи чаю в Україні та Європі пили різні напої — навари, узвари з місцевих рослин. Чай частково витіснив багатовікову практику виготовлення різних освіжаючих, тонізуючих, зігріваючих напоїв. Популярними рослинами для заварювання в Україні були листя іван-чаю, гадючника, яблуні, материнки, чорниці, чебрецю, ожини, малини пелюстки шипшини, квіти таволги звіробоєлистої, звіробою, липи, сухі плоди малини, горобини, корені споришу живородного, гілки малини, вишні, шипшини, яблуні, смородини.

### Міфи і перекази
Згідно з китайською традицією, чай був відкритий культурним героєм Шень-нуном, покровителем землеробства та медицини, одним з Трьох Великих, що створили всі ремесла і мистецтва.
За переказами, Шень-нун подорожував у пошуках цілющих трав із казаном на тринозі, в якому кип'ятив воду для цілющих відварів. У 2737 році до н. е. в казан з окропом впали кілька листочків чайного дерева. Відвар здався смачним і викликав бадьорість: відтоді Шень-нун не пив інших напоїв.
Інший міф, пізнішого походження, приписує винахід чаю знаменитому буддистському проповіднику, засновнику чань-буддизму Бодхідхармі. За переказами, в 519 р. н. е. Бодхідхарма віддавався медитації, але заснув. Прокинувшись, у гніві він вирвав собі вії (або відрізав повіки) — і кинув на землю: наступного дня в цьому місці виросли пагони чайного дерева. Бодхідхарма спробував відвар з листя і виявив, що він проганяє сон.

### Китай
Саме в Китаї стали вперше вживати чай як ліки, а потім — і як напій. Саме від китайської назви чаю («ті» у південних діалектах, «ча» в північних і в кантонському) походять назви чаю в різних мовах, причому вибір північної або південної вимови вказує на основний спосіб доставки чаю — відповідно, сушею або морем.
Вже за династії Хань чай застосовували як ліки; у роки Тан стали вживати його як напій. До другої половини першого тисячоліття сформувалися традиції вживання цього напою, китайці відмовилися від варіння чаю, яке раніше практикувалося, і перестали додавати в чай сіль. Лу Юй написав «Канон чаю» (Ча Цзин). У той час чай зазвичай виробляли у вигляді брикетів, перед заварюванням товкли у ступці. Багато для популяризації чаю як напою та чайної церемонії зробив Лу Тун. За династії Сун у вжиток увійшов листовий чай і чай у вигляді порошку (його збивали віночком з невеликою кількістю води), а чаювання перетворилося на вишукане проведення часу, вершиною якого була Сунська чайна церемонія. Саме такий варіант приготування чаю запозичили японці, пізніше включивши його до своєї чайної церемонії.

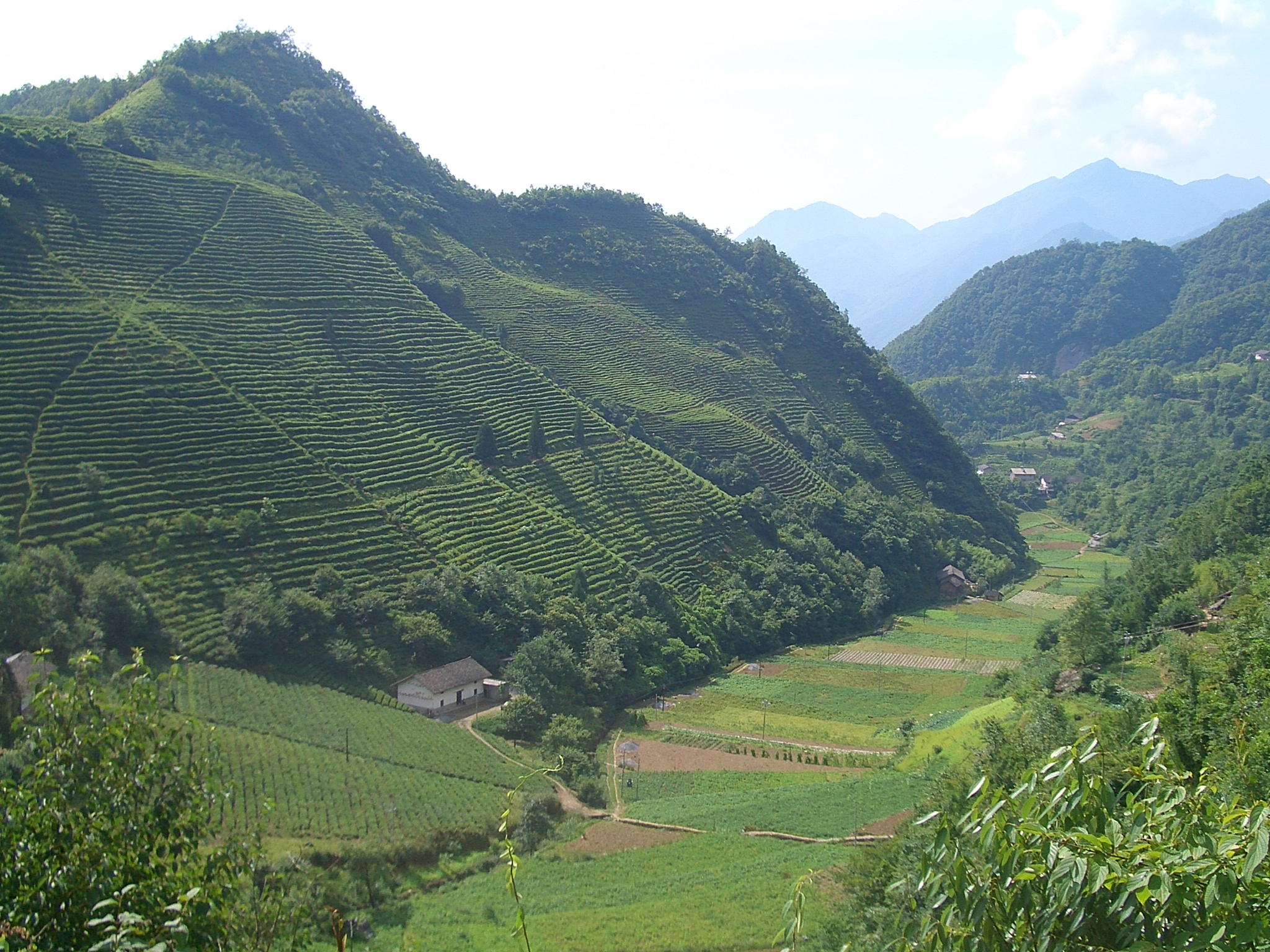
Чайні плантації на схилах гір у повіті Шеньнунцзя, провінція Хубей

Згасання чайної культури Китаю в XIII столітті пов'язують із монгольською навалою, в результаті якої багато культурних досягнень було забуто. Лише в епоху династії Мін чайна культура відродилася — але вже на іншій основі: китайці перейшли повністю на листовий чай, який заварювали в гарячій воді. Саме з таким чаєм і методом його приготування познайомилися європейці.
Серйозним ударом по китайській культурі взагалі, і чайній зокрема, стали політичні потрясіння XVIII-XIX століть: опіумні війни та війни та революції першої половини XX століття призвели до того, що Китай, який до першої половини XIX століття виробляв практично весь чай, що надходив на світовий ринок, повністю втратив свої позиції та в деякі періоди взагалі не вивозив чай. У десятиліття соціалістичного правління після 1949 року ситуація почала виправлятися, але так звана культурна революція оголосила чайні традиції непотрібною надмірністю. У результаті — традиційна чайна культура Китаю практично загинула, зберігшись частково лише в китайських діаспорах інших держав, а також на Тайвані. Із середини 1970-х років у Китаї та на Тайвані чайні традиції відроджуються, отже сучасній чайній культурі Китаю не більше 40 років, — і її не можна вважати сталою: практично в кожному чайному клубі практикується свій порядок китайської чайної церемонії.
На початок XXI століття в Китаї споживається і виробляється величезна кількість сортів чаю, простих і ароматизованих. Частка Китаю в експорті чаю знову зростає, піднявшись з декількох відсотків у 1980-х роках до чверті світового виробництва чаю — і навіть більше.

### Японія
В Японії чай відомий з IX століття, коли з Китаю були привезені насіння чаю. У перші століття це був напій буддистських ченців і палацової знаті (з того часу, як його став вживати Імператор Саґа). У 1214 дзенський чернець Ейсай представив сьоґуну Мінамото но Санетомо написану в 1191 книгу «Кісса Едзекі» про збереження здоров'я за допомогою чаю. У XIV—XV століттях у середовищі знаті увійшли в практику «чайні турніри» — своєрідна розвага, коли у великій компанії, в багатій, розкішній обстановці дегустували чай, привезений з різних місць, і від учасників вимагалося визначити походження і сорт чаю. У менш заможних верств населення — містян, селян, — також склалася традиція збиратися для спільного чаювання, однак на противагу розкішним «чайним турнірам», ці збори проходили в простій обстановці, в тиші або спокійній розмові. У XIV–XVI століттях під впливом сунської чайної церемонії та дзен-буддизму була вироблена знаменита японська чайна церемонія, піонером якої був монах Мурата дзюку (1422—1502).

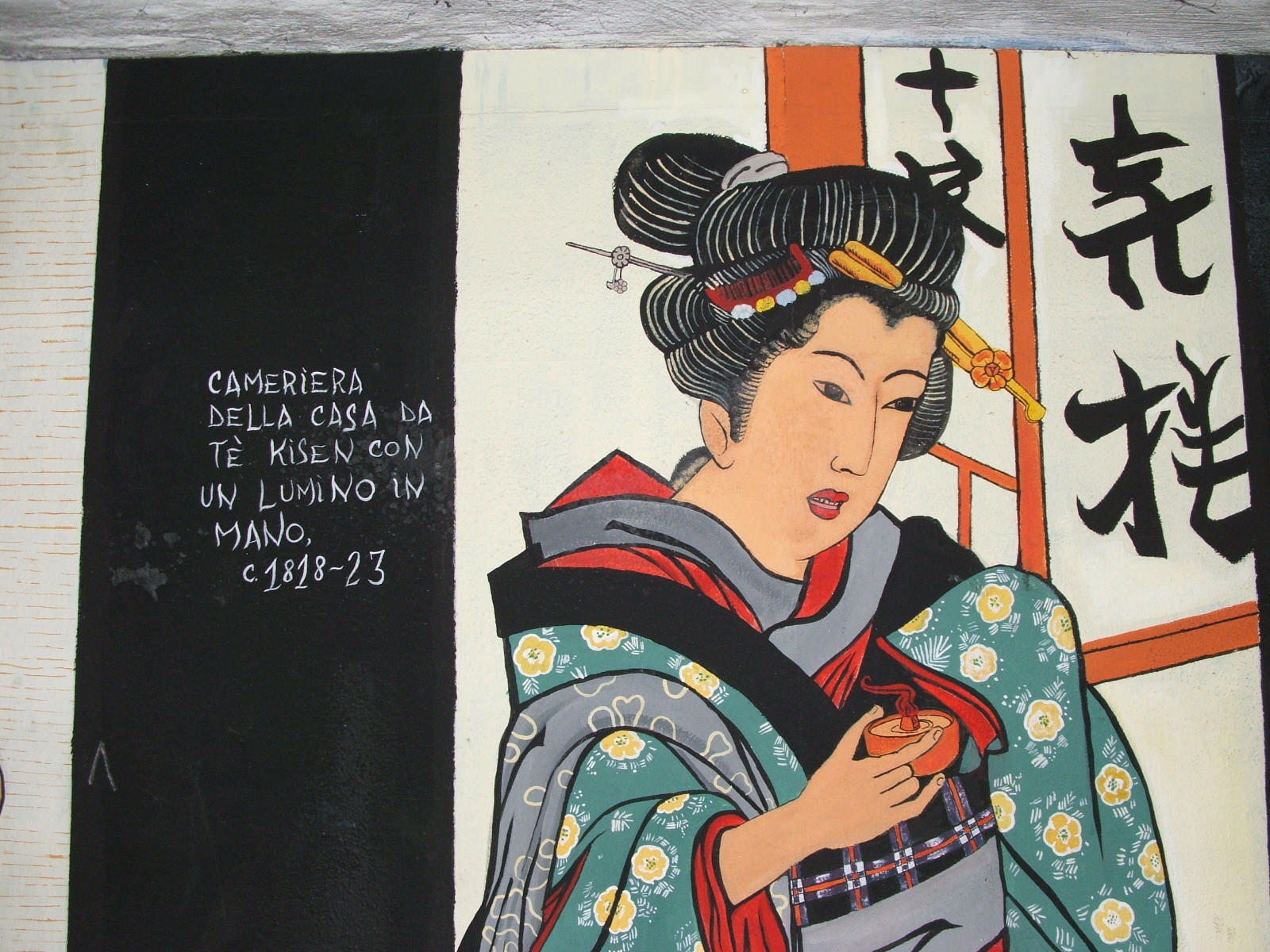
Служниця в чайному павільйоні. Розпис у підземному переході в Генуї

Власне виробництво чаю в Японії сходить до IX століття — і вважається, що вперше розводити чай в Японії став монах Сайті: у 802 році він розбив неподалік Кіото, біля підніжжя гори Хієй-дзан, першу чайну плантацію. Масове розведення власного чаю в Японії пов'язано з особистістю вищезгаданого Ейсая, який привіз з Китаю чайні кущі та став вирощувати чай при дзен-буддійському монастирі. Вирощування чаю поступово поширилося — з'явилися власні, суто японські його сорти. У XII столітті в Японії з Китаю проник спосіб виготовлення подрібненого порошкового чаю. В XIII ст. до первісної фіксації чаю паром додався спосіб обсмажування. У 1740 р. Соен Нагатані вивів понині популярний сорт сенто. Починаючи з кінця ери Мейдзі виробництво чаю механізується та автоматизується: у наш час[коли?] в Японії виробляється близько десятка сортів чаю. Японці вживають переважно зелений чай, п'ють його як гарячим, так і холодним, у чистому вигляді та з різними добавками. Можна окремо відзначити один оригінальний сорт японського чаю — геммайтя, «коричневий рисовий чай», який виготовляється з обсмаженого чайного листя і неочищеного рису. На відміну від більшості чаїв, він є калорійним.

### Європа
Першим з європейців про чай згадав в 1555 році італієць Джованні Батіста Рамузіо. В 1560 році напій описав португалець Гашпар да Круз. Проте те, що португальці мали свої факторії в Китаї, для них чай залишався екзотичним східним трунком, який можна було скуштувати хіба що з цікавості або ж застосовувати як ліки — й лише тим, хто міг собі дозволити подібну недешеву «примху».
Запропонувати його європейцям саме як напій для регулярного вжитку — і отримати таким чином ще одне джерело прибутку — першими здогадалися нідерландські комерсанти. 21 липня 1610 року першу партію чаю з Японії доставив до Амстердама корабель нідерландської Ост-Індської компанії «Червоний Лев зі стрілами».

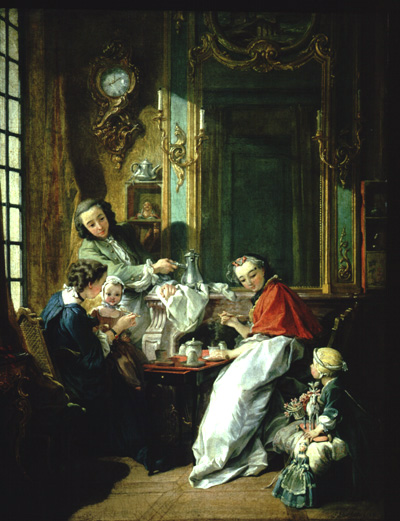
«Сніданок» пензля Франсуа Буше.

Новий напій і справді припав багатьом західним споживачам до смаку. Вже в 1615 році англієць Річард Вікхем звертався до знайомих з проханняи привезти йому з Макао «чай кращого сорту». Французи дізналися про чай від голландців в 1636 р. Одним з перших любителів чаю був король Людовик XIV, який дізнався, що китайці та японці завдяки чаю не страждають на подагру та апоплексію, — і себе звелів так лікувати від подагри. Від короля звичку пити чай перейняли піддані. Чоловіки були в захваті від екзотичного напою і перетворювали чаювання в щось подібне китайському ритуалу, причому особливе значення надавалося тонкій порцеляні, китайським килимам та шпалерам. Дами ж воліли кави та какао. Лізелотта фон Пфальц (1652—1722), невістка короля, спробувала чай у Версалі, — і чай їй не сподобався: «Смак чаю нагадує сіно з гноєм, боже мій, як можна пити таку гіркоту?» — писала вона в листі з Німеччини.
У Німеччині чай вперше згадується в 1650-ті роки. Підтвердженням цьому служать аптечні цінники: Herba thea згадується в 1657 у Нордхаузені, в 1662 в Лігниці та Ульмі. Найбільшим прихильником чаю вважався нідерландський лікар Корнеліус Деккер (1647—1685), відомий також як Бонтеку, який стверджував: «Чай може допомогти людині виснаженій, і тій, що однією ногою стоїть у могилі, він додасть їй силу і дасть нове життя». Він вважав, що 50 чашок чаю в день цілком достатньо: можна пити ще більше, але 200 чашок — це природна межа. Недоброзичливці, втім, пояснювали його завзятість тим, що за пропагування напою йому платили постачальники чаю.
В 1658 р. в королівському парку в Парижі посадили кущі чаю, проте починання не було успішним, кущі добре росли тільки в оранжереї. Паризький клімат їм не підходив. Вирощування чаю зацікавило також шведського ботаніка і натураліста Карла Ліннея, який назвав чай у своїй ботанічної системи Camellia Thea.
В Англії торгувати чаєм почали в 1658 році. Карл II, який став королем у 1660 році, призвичаївся до напою в еміграції — у нідерландській Бреді. В 1662 він одружився з португальською принцесою Катериною, яка теж була захопленою шанувальницею цього напою і зробила чаювання традиційним при дворі, замість вживання алкоголю.
З самого початку чай в Європі зіткнувся із сильною протидією кави, какао, пива і вина. Не без участі лобі англійських торговців кавою і пивом, король Карл II обклав в 1684 році імпорт чаю високими митами і видав закон, який забороняв подальше поширення кав'ярень та чайних, які здавалися йому розсадниками неугодних політичних ідей. Шанувальники чаю енергійно протестували проти такого обмеження їхнього дозвілля, і король вже за кілька тижнів був змушений скасувати цей закон — випадок унікальний сам по собі в британській історії. Але мито залишилося в силі, тому чай в Англії був значно дорожчий, ніж на континенті. Наслідком цього стала жвава контрабанда і поява фальсифікатів чаю. Саме з цього часу в Англії почали віддавати перевагу чорному чаю — він був дешевший і його набагато важче правдоподібно підробляти.
У континентальній Європі та Скандинавії чай не зміг зайняти лідируючі позиції, ці країни залишилися переважно «кавовими». Вийшов він з моди і в Нідерландах, чому сприяли втрата ними в 1662 році Тайваню та початок вирощування у голландських володіннях на Яві власної кави (з 1699 року).

### Україна
Вирощувати в Криму чай пробував професор О. Краснов.

### Київ
Перші київські традиції чаювання можна назвати монастирськими, бо саме київське духовенство першим оцінило чарівний смак чаю. Ця пристрасть простежується з 18 століття. Так, Пустинно-Миколаївський монастир в 1768 році, готуючись зустріти нового архімандрита, придбав чверть фунту (тобто 100 грамів) чаю. Наступного року монастир знову купив 50 грамів чаю для соборної братії і 100 грамів для зустрічі різних гостей. Документи зафіксували купівлю чаю Кирилівським монастирем. Є згадки про «ситце чай цидіти» в Видубицькому монастирі.
Але цифри документують лише монастирську бухгалтерію. Духовенство також не шкодувало грошей на чай. Коли в 1787 році помер Микола Цвіт, який свого часу був архімандритом пекінської духовної місії, то в посмертному реєстрі його майна було вказано 12 кілограмів чаю.
Дослідник Максим Яременко відзначає, що чай коштував дуже дорого — 2,5 рублі за фунт (400 грам). За ці гроші можна було придбати п'ять годованих свиней. Зрозуміло, що пересічні кияни не могли витрачати такі гроші на напій. Тому чай в Києві на початку був лише частиною монастирського життя. Жодне храмове свято не обходилось без чаю. В архімандрита Михайлівського Золотоверхого монастиря Йоаникія Скабовського було три служники. Один з них відповідав за зберігання чаю, другий — за зберігання і приготування води для чаю. Готувати чай для Йоанкія Скабовського служникам доводилось регулярно.
Слідом за духовенством чай почала пити і козацька старшина, а за нею підтягнулися багаті ремісники. Спочатку багаті міщани вживали чай лише на свята. Разом з чайниками став з'являтися ювелірний посуд для приготування чаю. Завдяки високій ціні для киян пиття чаю стало ознакою престижу, а пригощання — виявом поваги до гостя. Саме так чай входив в моду.
Якщо духовенство і багатії пили дорогий «жулан», то бідніші кияни могли заощадити та купити «цегляний» чай (тобто пресований, значно нижчої якості). Бідніше населення «чаювало» відварами зі зборів трав, листя малини, смородини.

## Класифікація

### За типом рослини
Основних біологічних підвидів Camellia sinensis розрізняють два:
- Китайський — (лат. Camellia sinensis var. sinensis)[16]: китайський, дарджилінг, тайванський, в'єтнамський, індонезійський, грузинський.
- Асамський — (лат. Camellia sinensis var. assamica)[16]: індійський, цейлонський, кенійський, угандійський.

Також науковці розрізняють ще дві форми:
- Камбоджийський — (лат. Camellia sinensis var. cambodia), вважається або третім підвидом, або природним гібридом китайського та асамського. Вирощується в деяких районах Індокитаю.
- Японський — (лат. Camellia sinensis var. japonica). Вважається формою китайського підвиду, кущі якого були завезені в Японію монахами.

### За походженням
- Китайський. Китай є виробником більше як чверті загальносвітового обсягу чаю. Китайський чай — виключно листовий, різання листків майже не практикується. У Китаї широко налагоджене виробництво ароматизованих чаїв. Китай є батьківщиною та єдиним виробником чаю пуер. Всесвітньо відомими є китайські білі чаї, улуни з Тайваню.
- Індійський. Індія — другий, після Китаю, світовий виробник чаю. Основне виробництво — чорний чай з асамського різновиду чайної рослини. Індійський чай характеризується яскравіше вираженим смаком, у порівнянні із китайським чорним чаєм. Більша частина індійського чаю випускається різаним або гранульованим. Для гармонізації смакових показників часто використовується купажування — торговий ґатунок являє собою суміш із кількох різних ґатунків. Найкращі ґатунки індійського чаю виготовляються з китайського різновиду чайної рослини, що росте на високогірних плантаціях Гімалаїв у провінціях Дарджилінг та Сіккім; загалом, за типом вирощування, збирання та приготування вони ближче до китайського чаю. Схожим на дарджилінзький за типом та якістю є чай з Непалу.
- Цейлонський. Шрі-Ланка обіймає близько 10 % світового виробництва чаю. Виготовляє чорний, зелений та білий чай з асамського різновиду чайної рослини. Найкращу якість має, як вважається, чай з високогірних плантацій (висота 2000 м над рівнем моря). Чай з інших плантацій — середньої якості. Як і в Індії, широко практикується виготовлення різаного та гранульованого чаю.
- Японський. Японія виготовляє винятково зелений чай, переважно високих за якістю ґатунків. Обсяг експорту незначний, основна частина споживається всередині країни. Найвідомішими є чаї бантя, маття, ґеммайтя, ґьокуро.
- Індокитай. Основні виробники — Індонезія, В'єтнам та Бангладеш. Виготовляють як чорний, так і зелений чай, переважно невисокої якості.
- Африканський. Найбільше виробництво — в Кенії, також чай виробляють в Малаві, Уганді, Бурунді, Камеруні, Зімбабве, ПАР, Мозамбіку, Мавританії та інших країнах. Більшість африканських виробників чаю — колишні англійські колонії, де виготовлення чаю було налагоджено у XIX сторіччі. Африканський чай — переважно чорний, різаний, невисокої якості, з гарною екстрактивністю та різким смаком. Зустрічається у складі купажованих чаїв разом з індійським або цейлонським.
- Турецький. Виключно чорний чай, різаний, здебільшого середньої або низької якості, з поганою екстрактивністю, для приготування вимагає не заварювання, а кип'ятіння[18].
- Інші. Крім вищезгаданих, є ще декілька десятків держав, де виготовляють чай. Ці чаї не займають помітної долі ринку.

### За окисненням
- Білий чай — проходить мінімальну кількість стадій обробки в процесі виробництва. Зазвичай це — в'ялення і сушка. Не зважаючи на назву, білий чай має вищу міру окиснення, ніж більшість зеленого чаю — до 12 %, тому і настій він дає темніший, всупереч поширеній помилці. Приклади: Бай Хао Інь Чжень, Бай Мудань.
- Зелений чай — на початку обробки іноді фіксується парою температури 170—180 °C; окиснення продовжується не більше двох днів, після чого зазвичай припиняється нагріванням (традиційно в горщиках, як узвичаєно в Китаї або під парою, як узвичаєно в Японії), або взагалі не проводиться. В результаті чай стає окисненим на 3—12 %. Приклади: Бі Ло Чунь, Тай Пін Хоу Куй, Мао Фен, Люань Гуа Пянь.
- Жовтий чай — окиснюється на 3—12 %, майже як зелений, але перед сушкою проходить процедуру закритого «томління».
- Улун — чай, окиснений на 30—70 %. В Китаї називається «синьо-зеленим» або «блакитним». Має кілька градацій за ступенем окиснення — від найслабшого до найбільшого, який за властивостями є подібним до чорного чаю.
- Чорний чай, або за китайською термінологією, червоний або багряний — окиснюється майже повністю (на 80 %), термін окиснення — від двох тижнів до місяця, хоча існують і скорочені процеси. Приклади чорного чаю: кімун, юньнань, асам, дарджилінг, дяньхун.
- Пуер, або за китайською термінологією, чорний — ферментований чай, виготовляється зі старого листя старих кущів. Після доведення до стану зеленого чаю, ферментується в точному сенсі цього слова від кількох місяців до кількох років. Пуер має два основних типи: Шу Пуер (готовий) і Шень Пуер (сирий).

### За типом листа та його обробки
Нижченаведена класифікація майже не стосується китайських та японських чаїв. Запроваджена європейцями, вона здебільшого використовується для цейлонських, індійських, африканських, індокитайських чаїв.

#### Цілолисті чаї
Основна стаття: Оранж пеко.
- Тіпсовий чай. Загальне маркування чаю з додаванням чайних бруньок, що не розпустилися (тіпсів (англ. tips)) — T (Tippy). Тіпсові чаї також можуть маркуватися довгими абревіатурами: наприклад, GFOP, SFTGFOP.
- Оранж пеко, пеко. Він же — байховий чай. Міжнародне маркування — OP (Orange Pekoe), P (Pekoe). Чай з наймолодшого листя (як правило, перших двох листків), іноді з додаванням бруньок — тіпсів. Базовий ґатунок листового чаю. Оранж пеко із додаванням тіпсів є набагато ароматнішим, смачнішим та ціннішим.
- Довголисті чаї (англ. Long-leaf) — чаї цього ґатунку виробляються з великого, не дуже старого листя.
- Сушонг (Souchong) — чай з нижнього, найстарішого листя.

Див. також: Традиційний чай

#### Чай з ламаного або різаного листя
Ламане листя може утворюватися як відхід виробництва листового або подрібнюватись (різатись) спеціально. Чай з ламаного листя відрізняється вищою екстрактивністю, тобто він заварюється швидше, а настій виходить міцнішим і терпкішим, але має гірший аромат і менш тонкий смак. Класифікація ламаного чаю аналогічна класифікації листових; міжнародне маркування утворюється додаванням букви B (Broken) до абревіатури назви ґатунку чаю, наприклад, BOP (Broken Orange Pekoe).

#### Чаї низького ґатунку
Чай з листя, спеціально подрібненого, а також із відходів чайного виробництва, що утворюються при сортуванні або просіюванні.
- Гранульований чай або CTC (англ. Cut, tear & curl) — чай, листя якого, після окиснення, пропускають через валики з дрібними зубцями, які, обертаючись, ріжуть і скручують чайний лист. Цей метод нарізки дає менше відходів, ніж традиційний. Як сировина, використовуються не лише перші два-три листи, але й старе листя. Чай CTC при заварюванні є більш міцним і має терпкіший смак та яскравий колір, але менш багатий аромат, ніж листовий чай.
- Чай в пакетиках. Для пакетування використовується гранульований чай або чайна крихта і пил, які пакуються в пакетики з фільтрувального паперу, інколи тканини. Буває як чорним, так і зеленим. Популярні в США і Європі пакетики для чаю були випадково винайдені нью-йоркським торговцем Томасом Саліваном. У червні 1908 року він, відправляючи зразки потенційним покупцям, вирішив заощадити і поклав по декілька пучок чаю у невеликі шовкові мішечки. Його клієнти, не маючи будь-яких інструкцій, опустили мішечки з чаєм у гарячу воду.
- Зелений або чорний цегельний чай, що виготовляється зі старого листя, підрізного матеріалу і навіть гілок шляхом пресування, облицьований порівняно високоякісним чайним матеріалом. Вміст облицювального матеріалу має бути не менше 25 %, загальний вміст чайного листя — не менше 75 %. Відрізняється яскраво вираженим терпким смаком з тютюновим відтінком і слабким ароматом. Може довго зберігатися. Популярний у Центральній і Північно-східній Азії.
- Чорний плитковий чай, що виготовляється з чайної крихти й пилу шляхом пресування з попереднім обжарюванням і пропарюванням при температурі 95 — 100 °C. Відрізняється високою екстрактивністю.
- Розчинний чай, що є порошком дегідратованого завареного чаю. Його слабкий букет зазвичай компенсується штучною ароматизацією.

### За сезоном збирання
Основна стаття: Період збирання чаю.
Чаї найкращих ґатунків збирають в певну пору року, а деякі, навіть, в певний день року. Такі чаї майже ніколи не збирають під час мусонів, взимку або між загальноприйнятими у регіоні періодами збирання. Якісні чаї різних сезонів не змішують, оскільки вони істотно відрізняться один від одного на смак та аромат. В Китаї найбільше цінуються найперші весняні чаї; в Індії, окрім весняних, також вважаються дуже цінними літні чаї, які називаються «мускатель»; у Тайвані також виробляють виключної якості зимові улуни.

### За домішками
- Ерл Грей — чорний або зелений чай, ароматизований екстрактом зі шкірки цитрусового плоду бергамот.
- Сауасеп або соу-сеп — зелений чай або улун, ароматизований екстрактом плода соу-сепу, «сметанного яблука».
- Жасминовий чай — традиційний для Китаю та Японії зелений чай або улун, ароматизований квітами жасмину (лат. Jasminum sambac або Nyctanthes sambac).
- Ґеммайтя — традиційний японський зелений чай з додаванням смаженого коричневого рису.

### Напої з інших рослин

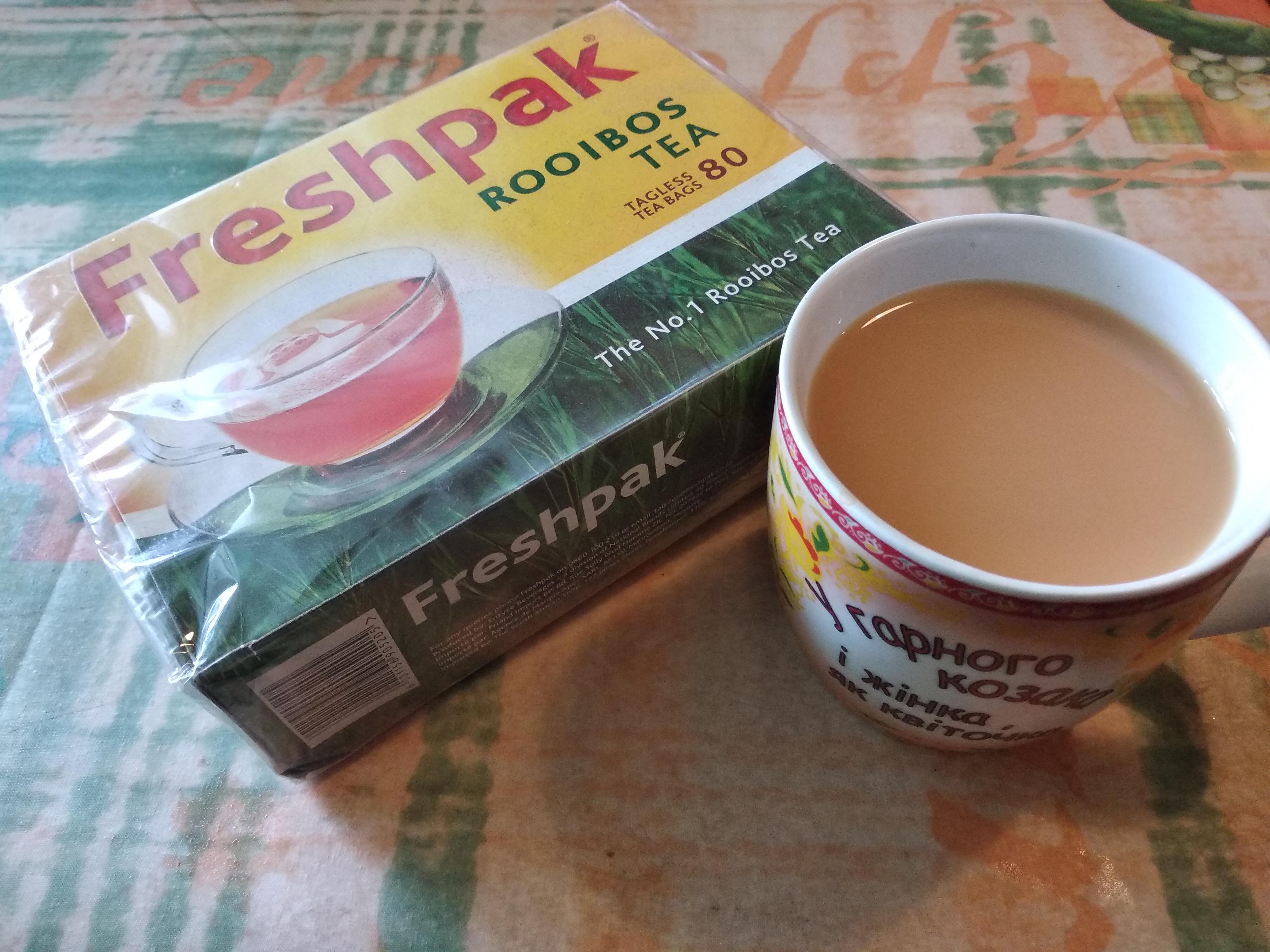
Коробка з чаєм ройбуш у пакетах та заварений чай із молоком.

Деякі напої, що не є чаєм, тобто не містять чайного листа, традиційно називають чаями:
- Мате;
- Ройбуш;
- Кудін;
- Каркаде;
- Ханібуш;
- Какао чай.

### За додатковою обробкою
Деякі типи чаю піддаються додатковій обробці, наприклад:
- Пуер додатково ферментується, іноді тривалий час — 2-3 роки та більше.
- Лапсанг Сушонг[ru], що коптиться на соснових дровах.
- Деякі ґатунки зелених чаїв обсмажуються.
- Трам ма тра (Tram Ma Tra) — один зі способів ферментації чаю у давньому Китаї. Листя чаю згодовували коняці, яка через пів години забивалася, а частково перетравлене чайне листя витягувалося з її шлунку та висушувалося[19]. Такий чай вироблявся лише для потреб імператорського двору.
- Чифір сушонг — виготовляється шляхом виварювання висококонцентрованої заварки чаю
- Чай можна декофеїнізувати, тобто видалити кофеїн за чайного листу. Наразі існує багато різних методів декофеїнізації[en].

## Виготовлення чаю
Чай виготовляють з листя чайного куща, іноді з листовими бруньками — тіпсами (у високих ґатунках) або гілками (у невисоких ґатунках — різаних та пресованих чаях, висівках).

Стадії обробки чайного листа

Виготовлення чаю з листя чайного куща зазвичай охоплює наступні кроки:
- В'ялення листя при температурі  32-40 °C протягом  4-8 годин, при якому чайний лист втрачає частину вологи і розм'якшується;
- Неодноразове скручування вручну або на ролерах, при якому виділяється частина соку;
- Ферментативне окиснення, що зазвичай називають ферментацією, що дозволяє крохмалю, що міститься в листі, розпастися на цукри, а хлорофілу — на дубильні речовини;
- Сушку при температурі  90-95 °C для чорного чаю і 105 °C для зеленого чаю, що припиняє окиснення і знижує вологість чаю до  3-5%;
- Різання (крім цільнолистового чаю);
- Сортування за розміром чаїнок;
- Можливу додаткову обробку та внесення добавок;
- Упаковку.

## Вживання чаю

### Напій

#### Приготування
Чайний напій готується, переважно, заварюванням: сухий чай заливається гарячою водою і настоюється протягом деякого часу. Дозування сухого чаю, час настоювання і температура води залежать від сорту чаю і традиції. У більшості традицій вважається, що чим вище ступінь ферментації чаю, тим вищою має бути температура води. Зелені, білі та жовті чаї заварюють водою низької температури (60-80 °C), чорні — крутим окропом, температура заварювання улунів коливається в залежності від ферментації. Пуери заварюють окропом або навіть варять, подібно каві: засипають чай в холодну воду і доводять на вогні майже до кипіння). Кількість сухого чаю на одну порцію напою коливається приблизно від 0,5 до 2,5 чайних ложок.
Будь-яка традиція приготування і вживання чаю звичайно охоплює наступні кроки:
- Загальна підготовка до чаювання,
- Відмірювання і підготовка заварки,
- Нагрів води,
- Підготовка посуду для заварювання,
- Заварювання,
- Розлив чаю,
- Власне пиття чаю.

Кожна більш-менш відокремлена географічна область або країна, що вживає чай, сформувала свої «чайні традиції», що відрізняються способом приготування, обставинами і порядком вживання чаю. Традиції ці більш-менш суворо витримувались в минулому, різною мірою їх дотримуються й тепер.

#### Ароматизація
Для ароматизації чаю в напій при заварюванні додають домішки (трави, насіння тощо) відповідно до прийнятих в окремому регіоні традицій: лимон, корицю, імбир, гвоздику, м'яту, чабрець, шипшину тощо.

#### Напої та коктейлі на основі чаю
- Чифір. Якщо велику кількість чаю певний час проварити з малою кількістю води, можна отримати дуже міцний, стимулюючий, але не дуже корисний напій. Був популярним у радянських ув'язнених та військових строкової служби. Чифір, як правило, робили з грузинського чорного чаю.
- Грог — кип'яток з ромом або коньяком, іноді ще зі спеціями. Існують рецепти грогу на основі чорного чаю.
- Іноді чорний чай додають у глінтвейн.
- Bubble tea, або pearl tea (англ. чай з бульбашками, чай з перлинами) — напій на основі чорного або зеленого чаю, в який додають фруктові сиропи, молоко, екстракти екзотичних рослин і різні топінги (додатки).

### Альтернативне вживання

#### Квашений чай

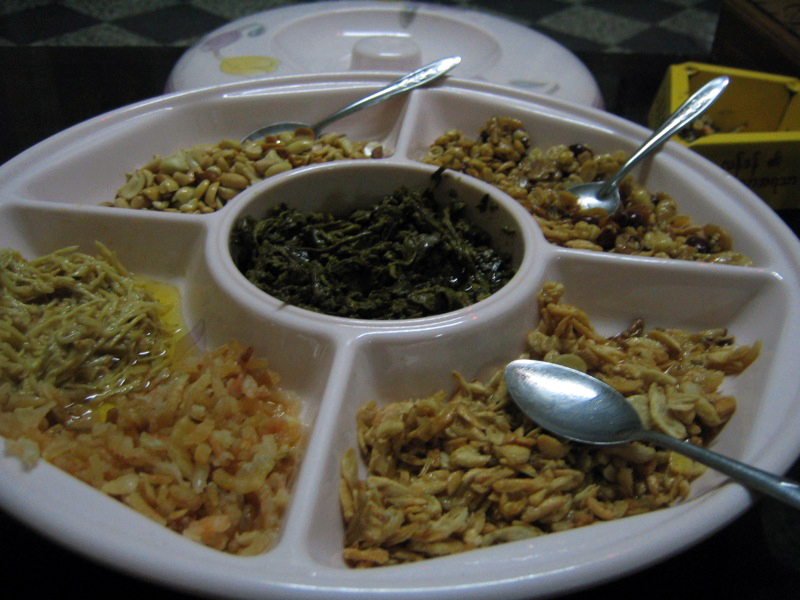
Салат з квашеного чаю на тарілці з традиційними наїдками у М'янмі (Бірмі)

Квашений або маринований чай, лепет-со (Бірма), міанг (Таїланд), піклд ті (англ. Pickled tea) — основний вид споживання чаю у Бірмі та Таїланді. Основний спосіб заготівлі — старе чайне листя злегка відварюють та закладають на витримку у бамбукові або викладені бамбуком резервуари на строк від 10 днів до 6 місяців. Перед вживанням, лепет-со відварюють у солоній воді, зливають воду та їдять, додаючи спеції, олію, часник, соєвий соус, морепродукти.

#### Косметика
Екстракти чаю широко використовують як стимулюючий та змолоджуючий засіб для шкіри, для виробництва тоніків, кремів, лосьйонів для обличчя, а також, як компонент сонцезахисних, антицелюлітних, депіляційних засобів.
Ароматичні речовини чаю широко використовують у виробництві туалетної води, шампунів, парфумів.

#### Медицина
Препарати на основі чаю використовують при кровотечах, променевій хворобі, безсонні, як знеболююче.
Завдяки вмісту кофеїну та дубильних речовин, чайний настій знайшов широке застосування як зовнішній засіб у народній медицині.

#### Мистецтво
Чайний живопис — вид створення малюнка за допомогою чайного настою та заварки. Різні сорти чайного листя заварюють для отримання чайного настою різного ступеня міцності й використовують як барвник. Використовувати можна не тільки традиційний чайний лист, але й різноманітні трав'яні настої, чай з добавками та чайні напої..
Створення картин із чайного листя. Чайний лист подрібнюють і трошки розмочені та підсушені чаїнки використовують для створення фактурних зображень.
Чайна анімація. У 2011 році режисер Наталія Мірзоян зняла анімаційний фільм «Чінті» (пер. з гінді «chinti» — мураха), створений у техніці чайної анімації: для нього використовувалися виключно подрібнені чайні листочки.

### Інше
- В Китаї висушену заварку (листя з завареного чаю) використовують для набивання подушок. Аромат чаю у подушці, як вважають, покращує сон та заспокоює.
- В Тибеті на основі чаю готують суп.
- В багатьох країнах Азії сухий чай використовують як спеції.

## Виробництво

Відсоткове виробництво чаю у 2017 р.
Менше 0.5%
Від 0.5 до 1%
Від 1 до 5%
Від 5 до 10%
Від 10 до 20%
Більше 20%

Відсоткове співвідношення світового виробництва чаю по країнах у 2007 р.

Найбільші світові виробники чаю — статистика за даними Продовольчої та сільськогосподарської організації ООН, дані на лютий 2014 р. Інші, в тому числі офіційні турецькі, джерела вказують, що Індонезія є п'ятим, а Туреччина — шостим світовим виробником.
| Країна      | 2006      | 2007      | 2008      | 2009      | 2010      | 2011      | 2012      |
| ----------- | --------- | --------- | --------- | --------- | --------- | --------- | --------- |
| КНР         | 1 047 345 | 1 183 002 | 1 257 384 | 1 317 384 | 1 467 467 | 1 640 310 | 1 714 902 |
| Індія       | 928 000   | 949 220   | 805 180   | 972 700   | 991 180   | 966 733   | 1 000 000 |
| Кенія       | 310 580   | 369 600   | 345 800   | 314 100   | 399 000   | 377 912   | 369 400   |
| Шрі-Ланка   | 310 800   | 305 220   | 318 470   | 290 000   | 282 300   | 327 500   | 330 000   |
| Туреччина   | 201 866   | 206 160   | 198 046   | 198 601   | 235 000   | 221 600   | 225 000   |
| В'єтнам     | 151 000   | 164 000   | 174 900   | 185 700   | 198 466   | 206 600   | 216 900   |
| Іран        | 59 180    | 60 000    | 60 000    | 165 717   | 165 717   | 103 890   | 158 000   |
| Індонезія   | 146 858   | 150 224   | 150 851   | 160 000   | 150 000   | 150 200   | 150 100   |
| Аргентина   | 72 129    | 76 000    | 76 000    | 76 000    | 88 574    | 96 572    | 100 000   |
| Японія      | 91 800    | 94 100    | 94 100    | 86 000    | 85 000    | 82 100    | 85 900    |
| Малаві      | 45 009    | 46 000    | 46 000    | 52 559    | 66 600    | 52 000    | 53 500    |
| Бангладеш   | 58 000    | 58 500    | 59 000    | 59 500    | 60 000    | 60 500    | 61 500    |
| Уганда      | 34 334    | 44 923    | 42 808    | 48 663    | 40 800    | 35 194    | 50 915    |
| Інші країни | 189 551   | 193 782   | 205 211   | 315 356   | 287 956   | 303 290   | 302 001   |
| Всього      | 3 646 452 | 3 887 308 | 4 211 397 | 4 242 280 | 4 518 060 | 4 624 401 | 4 818 118 |

## Хімічний склад чаю

### Алкалоїди
Алкалоїди, які містяться у чаї — це перш за все кофеїн (у складі чаю його називають теїн), який є тонізуючим засобом. Варто відзначити, що у чаї кофеїну більше, ніж у каві. У комплексі з таніном теїн утворює сполуку таннат кофеїну, яке пом'якшено діє на серцево-судинну й центральну нервову системи.
Окрім кофеїну у незначних кількостях до чаю входять інші алкалоїди — розчинні у воді теобромін й теофілін, які є судинорозширювальним й сечогінним засобами.

### Дубильні речовини
Дубильні речовини складають близько 15-30 % чаю і являють собою суміш більш як 30 поліфенольних сполук та їх похідних, таніну, різних катехінів, які мають властивості вітаміну Р. У зелених чаях їх вміст більший, ніж у темних, оскільки останні у процесі виробництва зазнають окиснення.

### Ефірні олії
Ефірні олії, які є ще у зеленому листі, зберігаються у незначних кількостях у готовому чаї. Втрата ефірних олій у процесі виробництва складає близько 70-80 %, одночасно виникають нові ефірні олії, які відтворюють запахи троянд, меду, ванілі, цитрусових, бузку, кориці, що й створює «букет» чаю. Ефірні олії є леткими, причому не лише за підвищеної температури, але й за неправильного зберігання або неправильній заварці.

### Амінокислоти
У чаї їх виявлено 17, серед яких глютамінова кислота. У процесі виробництва чаю амінокислоти при взаємодії з цурками, таніном й катехінами утворюють альдегіди й таким чином беруть участь в утворенні аромату чаю.

### Пігменти
Пігменти, які входять до складу чаю, надають йому різні забарвлення й відтінки. Це, перш за все, хлорофіл, якого більше міститься у зеленому чаї, а також ксантофіл й каротин, яких більше у темних чаях. Колір чайної настоянки визначають дві групи забарвлюючих речовин — теарубігени й теафлавіни. У сухому чаї теарубігени складають близько 10 % й надають чаю при заварюванні червонувато-коричневі тони, а теафлавіни — близько 1-2 % й дають золотисто-жовту гаму. Останні є не дуже стійкими та при найменшому окисненні переходять у теарубігени (ознака поганої якості чаю).

### Вітаміни
У чаї є каротин, тіамін, рибофлавін, пантотенова кислота, нікотинова кислота, аскорбінова кислота (руйнується при заварюванні), вітамін Р.

### Білки
Білкові речовини із вільними амінокислотами складають 16-25 % чайного листа і є його найважливішою складовою.
Окрім вказаних вище значення мають мінеральні, неорганічні, смолисті речовини, а також органічні кислоти. У чаї виявляють від 4 до 7 % мінеральних й інших неорганічних речовин: солі заліза, магній, марганець, натрій. Разом із кремнієм, кадмієм, кальцієм вони є важливими для живлення тканин організму людини.

## Харчова цінність
У чайному настої міститься чимало корисних речовин, більшість з яких не руйнується навіть у гарячій воді.
Харчова цінність 100 г чорного чаю (готового напою), основні вітаміни та мікроелементи:
| Калорійність           | 1,0 кал (4,2 кДж)          |
| Вуглеводи              | 0,3 г                      |
| Білки та амінокислоти  | 0,0 г                      |
| Жири                   | 0,0 г                      |
| Омега-3 жирні кислоти  | 3,0 мг                     |
| Омега-6 жирні кислоти  | 1,0 мг                     |
| Холін (вітамін B4, BP) | 0,4 мг                     |
| Вітамін B9             | 5,0 мкг                    |
| Магній                 | 3,0 мг                     |
| Фосфор                 | 1,0 мг                     |
| Калій                  | 37,0 мг                    |
| Натрій                 | 3,0 мг                     |
| Марганець              | 0,2 мг (11 % денної норми) |
| Фториди                | 373 мкг                    |
| Кофеїн                 | 20 мг                      |
| Теобромін              | 2,0 мг                     |

## Вплив на здоров'я

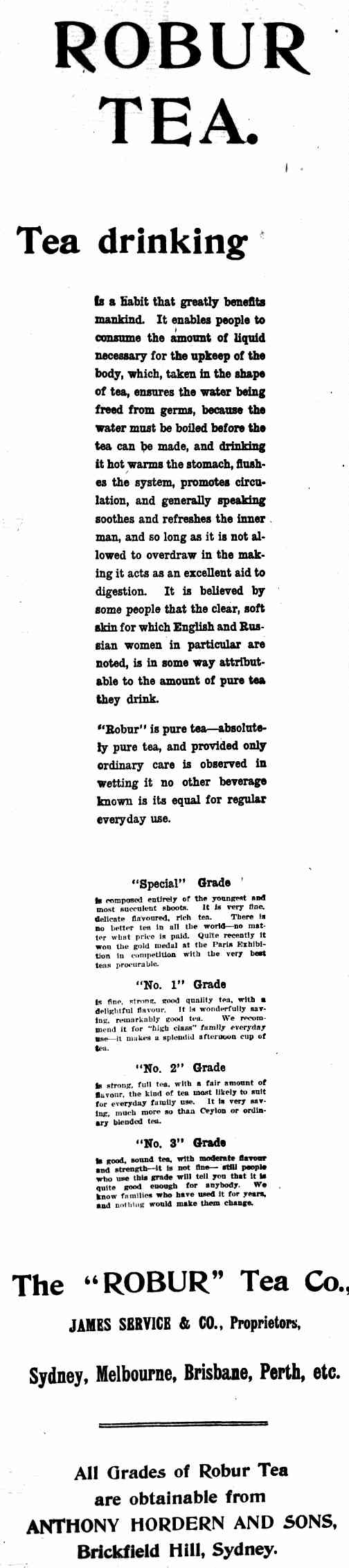
Інформація про різні сорти чаю, його вплив на людину, Австралія, 1912 рік

Тонізуючу дію чаю обумовлює наявність у ньому алкалоїдів — кофеїну та теоброміну (вони ж є активними речовинами в каві, какао, колі, гуарані). Фтор, що міститься у чаї, зміцнює тверді тканини зубів, а глутамінова кислота заспокоює нервову систему. Чай виводить з організму важкі метали, оздоровлює нирки, шлунок і є чудовим стимулюючим засобом при застуді.
За китайськими переказами, що передаються від покоління до покоління, чай має 10 цілющих властивостей:
- позбавляє від головних болів і втоми;
- протвережує і допомагає позбавитися від алкогольної залежності;
- є поживним продуктом і втамовує голод (особливо — з різними ароматичними та лікувальними добавками);
- полегшує самопочуття під час спеки;
- освіжає і бадьорить;
- заспокоює, знімає стрес, жене геть тривоги, позбавляє нервозності та підвищеної збудливості;
- сприяє перетравлюванню жирної їжі;
- виводить з організму отруту, шлаки та токсини;
- продовжує життя;
- підвищує інтелект і формує самосвідомість.

Китайська традиція містить деякі обмеження на вживання чаю, щоб уникнути прояву його шкідливих якостей:
- не пити чай на порожній шлунок;
- не пити чай дуже гарячим, палючим;
- не пити холодний чай;
- не заварювати занадто міцно;
- не заварювати занадто довго;
- не пити чай безпосередньо перед їжею;
- не пити чай безпосередньо після їжі — тільки після невеликої перерви;
- не запивати чаєм ліки;
- не пити вчорашній чай.

## Цікаві факти
- Слово «чай» походить від північнокитайського chá[33], те саме слово потрапило у більшість західноєвропейських мов із південнокитайських діалектів[34], де воно вимовлялося як té[35] (фр. thé, нім. Tee, англ. tea, італ. tè, ісп. té), виключення — португальська мова, в якій назва чаю походить також з північного Китаю — порт. chá.
- Англійське традиційне чаювання о п'ятій — файв-о-клок (англ. Five O'Clock) — є всесвітньовідомим, але є маловідомим той факт, що англійці здебільшого споживають чай низької якості, переважно, кенійський.
- Від впливу французької та англійської культур в Росії з'явилася традиція чаювання (рос. чаепитие) або «журфікс» (від фр. jour fixe — певний день)[36][37].
- Найдорожчим у світі чаєм є китайський улун «Великий червоний халат» — Да Хон Пао, що збирається з чотирьох стародавніх кущів в горах Уїшань. Його вартість на аукціонах сягає десятків тисяч доларів за декілька десятків грамів. Проте існує дешевий варіант цього чаю, що збирається з клонованих кущів. Багато експертів вважають, що навколо Да Хун Пао створено штучний ажіотаж, в той час, як його смакові властивості перебільшені, а сам чай на ринку здебільшого є фальсифікатом.
- Так само фальсифікатом є і переважна більшість старих пуерів. Жоден завод в Китаї насправді не має потужностей з довгострокового витримування пуерів. Справді старі пуери, що спеціально витримуються у приватних колекціях острівного Китаю, продаються виключно з аукціонів за відповідною ціною. Старих пуерів на українському ринку немає.
- Найпівнічніша у світі ділянка чаю знаходиться в Україні на Закарпатті. Чай експериментально почали вирощувати на Закарпатті у 1949 р. Була закладена плантація у 2,5 гектари, яка дала добрий урожай. З метою охорони цієї плантації створено заказник місцевого значення «Широкий». Найкраще акліматизувалися в умовах Закарпаття краснодарські та грузинські сорти чаю. Це найпівнічніша ділянка чаю у світі. Але промислового вирощування чаю до початку XXI ст. тут так і не організовано.[38][39]. Найпівнічніші комерційні плантації чаю знаходиться в Росії, у Краснодарському краї (див. Краснодарський чай)[40][41][42][43].
- Існує пророкування на чайному листі — Тасеографія.